# 宰图纳大清真寺
宰图纳大清真寺（阿拉伯语：‎，直译：“橄榄清真寺”）是突尼斯市最古老的清真寺。面积5,000平方（1.2英畝），有九个入口。它的160根柱子取自迦太基老城区的废墟。该清真寺开办了伊斯兰历史上最早和最大的大学之一——宰图纳大学，上千年来，许多穆斯林学者毕业于这所学府。

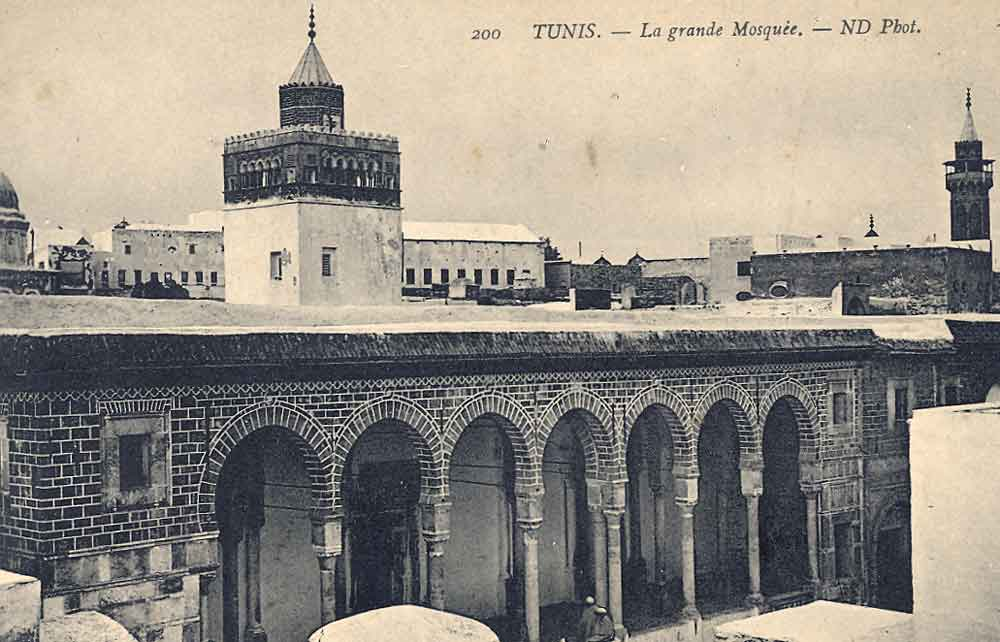
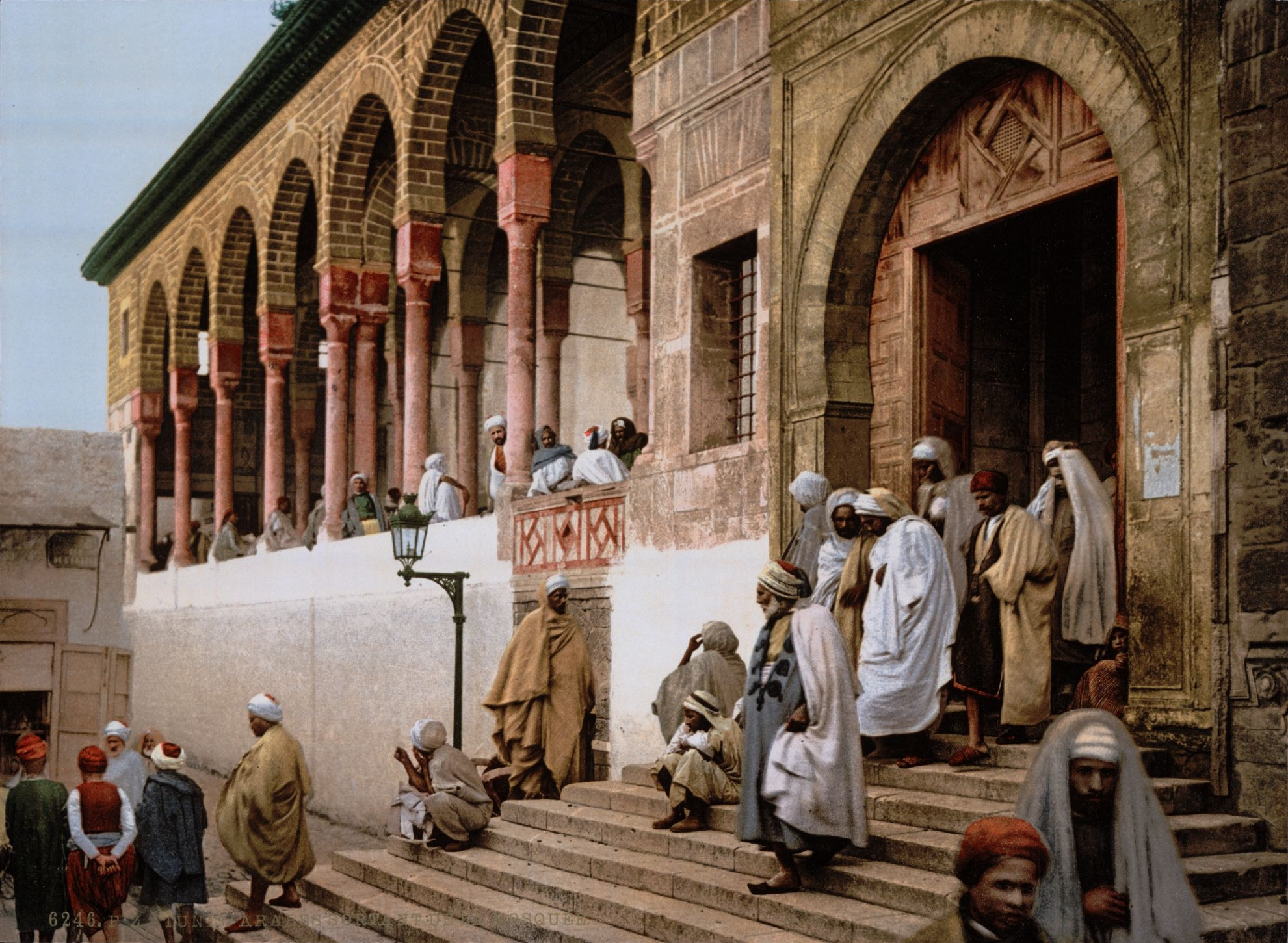
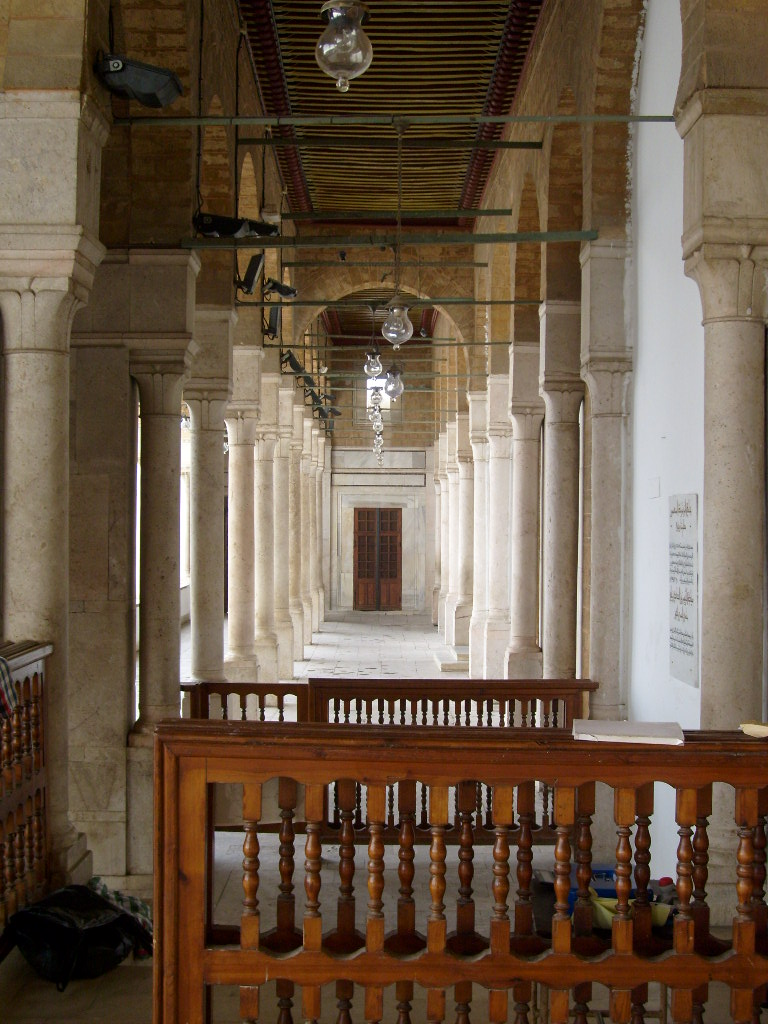
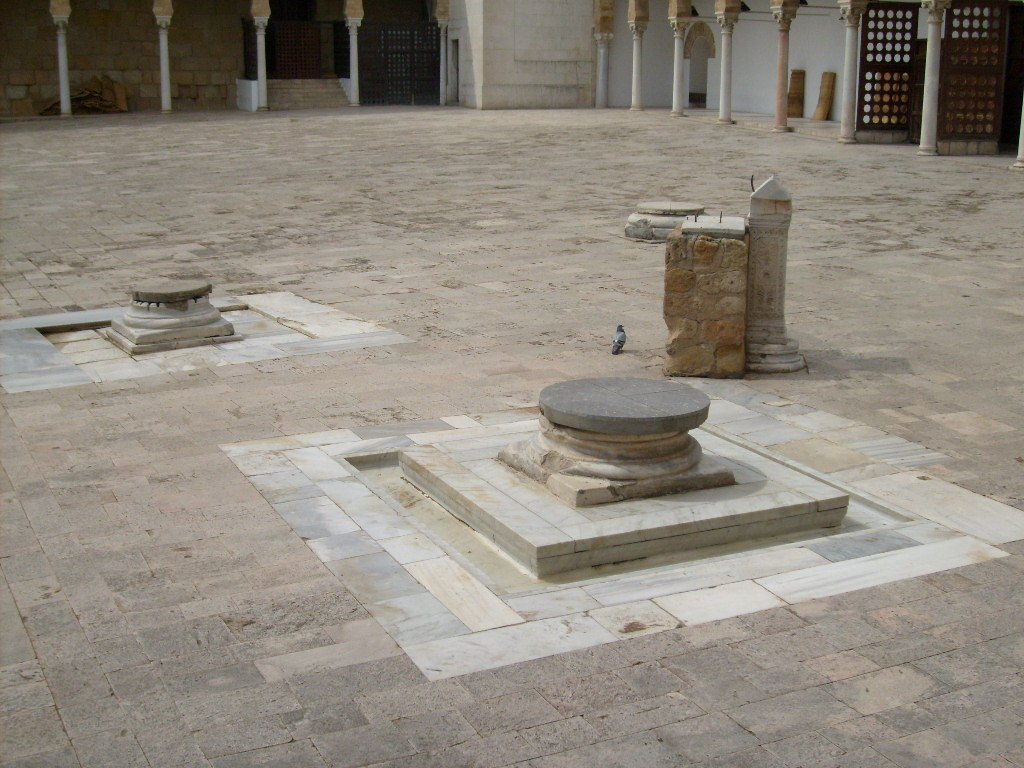
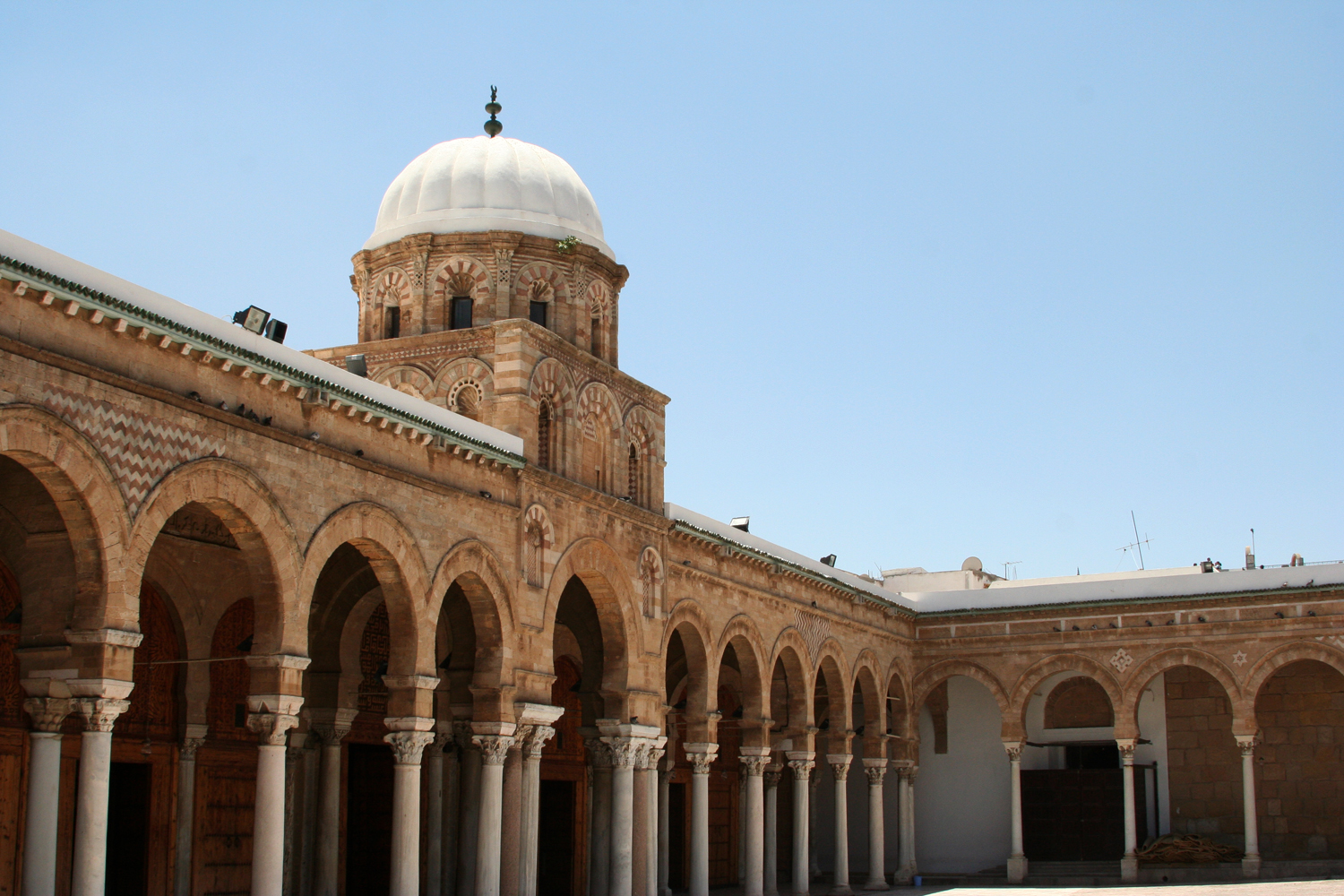
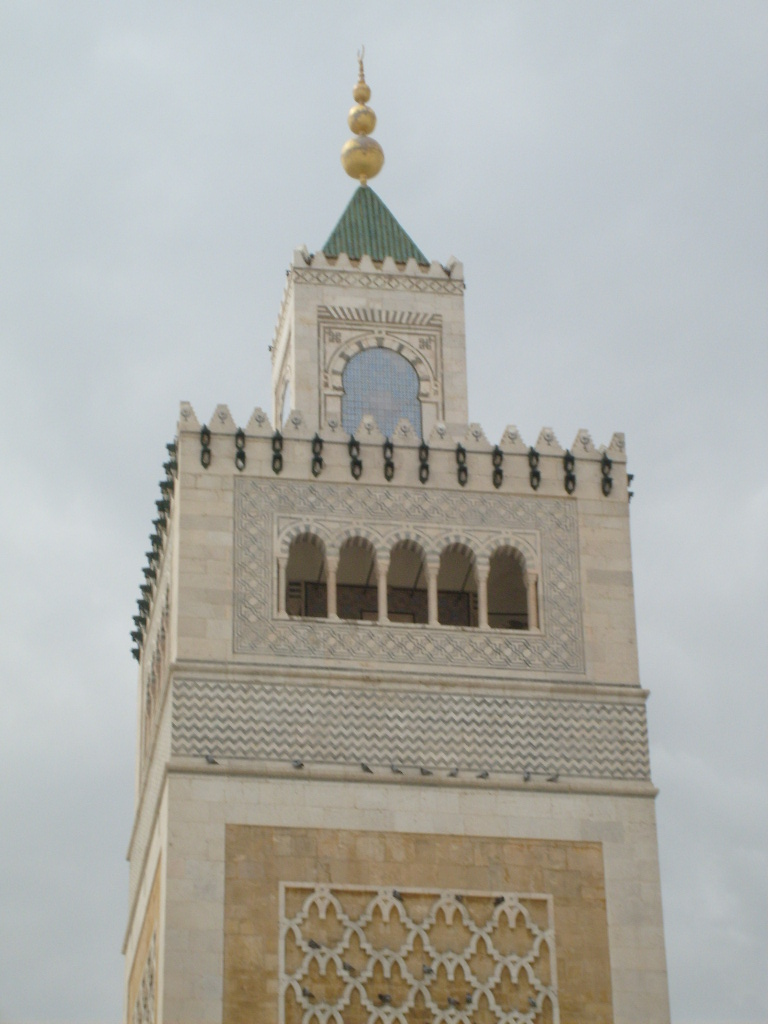
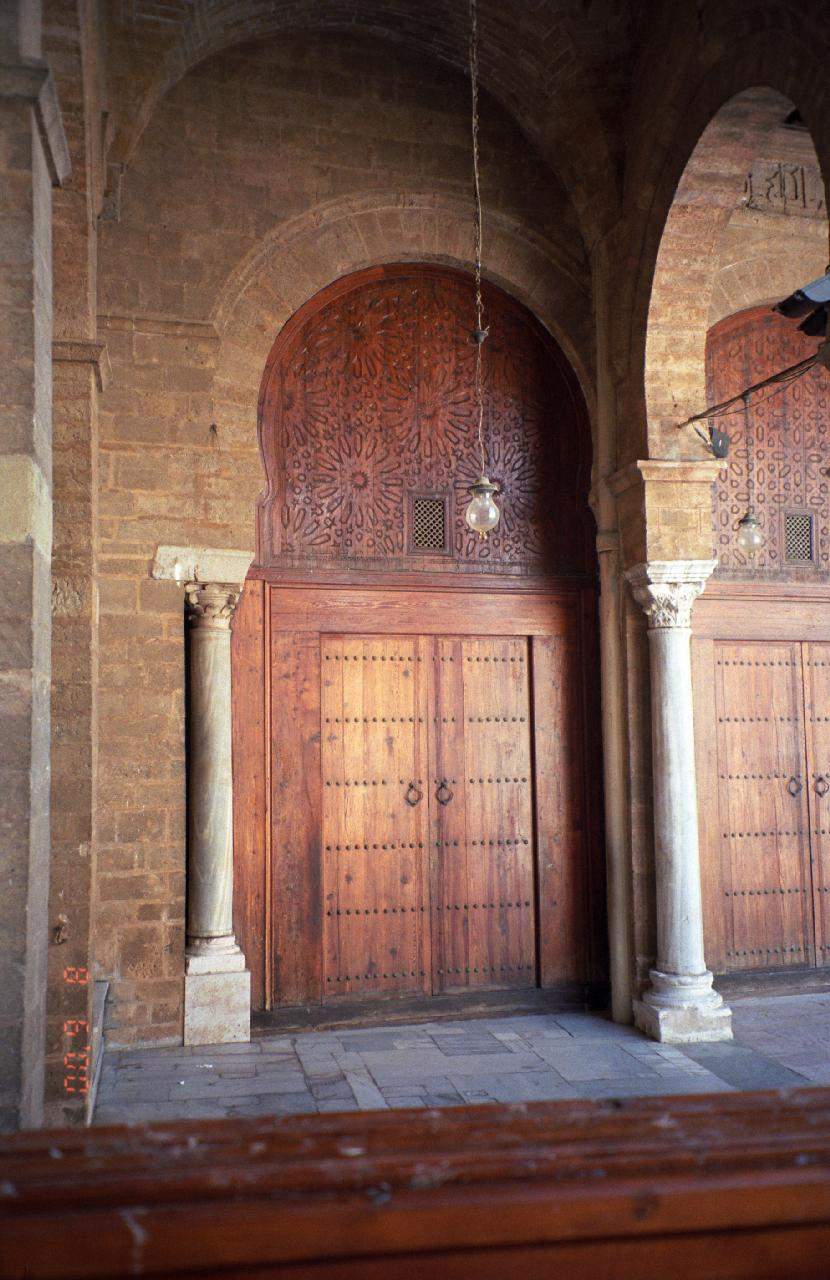